# Epidendrum insolatum
Epidendrum insolatum är en orkidéart som beskrevs av Barringer. Epidendrum insolatum ingår i släktet Epidendrum och familjen orkidéer.
Artens utbredningsområde är Panamá. Inga underarter finns listade i Catalogue of Life.